# Деветци, Вассо
Вассо Деветци́ (греч. Βάσω Δεβετζή; 9 сентября 1927, Салоники — 1 ноября 1987, Париж) — греческая пианистка.
Начала заниматься музыкой под руководством работавшего в Греции бельгийского педагога Тео Кауфмана, затем училась в Вене, по окончании Второй мировой войны совершенствовала своё мастерство в Париже под руководством Маргерит Лонг. В дальнейшем много гастролировала в Европе и США, а также в СССР. Часто аккомпанировала, в частности, Мстиславу Ростроповичу и Галине Вишневской (осуществлённая Ростроповичем вместе с Деветци запись виолончельной сонаты Рихарда Штрауса номинировалась на премию «Грэмми» 1976 года), записала концерты Иоганна Себастьяна Баха, Йозефа Гайдна и Вольфганга Амадея Моцарта с Московским камерным оркестром под управлением Рудольфа Баршая, концерт для фортепиано с оркестром Анри Соге — с Симфоническим оркестром Всесоюзного радио и Центрального телевидения под управлением Геннадия Рождественского. Как указывали музыковеды Я. Платек и Л. Григорьев, «владея искусством стилистического перевоплощения, Деветци умеет в то же время в любой музыке сохранить своё лицо, проявить индивидуальность. Обаяние её игре придают благородство вкуса, ясность и цельность трактовки, небольшой, но приятный звук. <…> при всей его многоохватности невольно останавливаешься на имени Моцарта. Именно в его произведениях талант Деветци проявляется в полной мере, а в концертах — ещё и её незаурядное ансамблевое мастерство».
Дружеские отношения связывали Деветци с Микисом Теодоракисом и Марией Каллас (последней она аккомпанировала в записях 1977 года, последнего года жизни певицы). После смерти Каллас Деветци стала организатором её похорон, распорядившись кремировать тело, а затем получила от родственников певицы значительную сумму на создание Фонда Марии Каллас, предназначенного для поддержки молодых певиц, — эти обстоятельства в дальнейшем послужили поводом для различных обвинений в адрес Деветци, к которым присоединился, в частности, Франко Дзеффирелли, заявивший в 2004 году, что Каллас могла быть отравлена при участии Деветци.